# Akira (filme)
Akira (アキラ) é um filme cyberpunk animado japonês de 1988 baseado no mangá de mesmo nome de 1982 escrito por Katsuhiro Ôtomo, que também foi diretor do filme e roteirista, junto com Izo Hashimoto, produzido por Ryōhei Suzuki e Shunzō Katō. Foi a primeira animação japonesa a ser exibida em cinemas brasileiros como um filme mainstream.

## Enredo
Em 2019, após uma guerra mundial ocasionada pela destruição repentina de Tóquio em 16 de Julho de 1988, Neo-Tóquio é atormentada por corrupção, protestos antigovernamentais, terrorismo e violência de gangues. Durante um comício violento, Shotaro Kaneda lidera sua gangue, as Cápsulas, contra a gangue rival Palhaços. Seu melhor amigo, Tetsuo Shima, bate sua moto em Takashi, um esper que fugiu de um laboratório do governo com a ajuda de uma organização de resistência. Auxiliado pelo também esper Masaru, o Coronel Shikishima das Forças de Autodefesa do Japão recaptura Takashi, hospitaliza Tetsuo e prende os membros das Cápsulas. Enquanto é interrogado pela polícia, Kaneda conhece Kei, uma ativista do movimento de resistência, e engana as autoridades para libertá-la junto com sua gangue.
Em uma instalação secreta do governo, Shikishima e o chefe de pesquisa, doutor Onishi, descobrem que Tetsuo possui poderosas habilidades psíquicas semelhantes a Akira, o esper responsável pela destruição de Tóquio em 1988. A esper Kiyoko informa a Shikishima sobre a destruição iminente de Neo-Tóquio, mas o parlamento da cidade descarta as preocupações de Shikishima, levando a considerar matar Tetsuo a fim de evitar outro cataclismo. Enquanto isso, Tetsuo escapa do hospital, rouba a moto de Kaneda e tenta fugir da cidade com sua namorada Kaori, mas é emboscado pelos Palhaços. As Cápsulas resgatam ambos, mas Tetsuo sofre intensas dores de cabeça e alucinações, sendo hospitalizado novamente.
Após ouvir o plano para resgatar Tetsuo e os outros espers, Kaneda se junta à célula de resistência de Kei. No hospital, os espers tentam matar Tetsuo através de alucinações, mas a tentativa é frustrada. Um Tetsuo frustrado os procura, matando quem bloquear seu caminho. O grupo de resistência se infiltra no hospital, e Kiyoko atrai Kei e Kaneda para Shikishima e as tentativas fúteis dos espers de parar Tetsuo. Kiyoko diz a Tetsuo que Akira, localizado em um armazenamento criogênico sob o canteiro de obras do Estádio Olímpico, poderia ajudar Tetsuo com seus poderes. Depois de rejeitar todos ao seu redor, especialmente Kaneda, Tetsuo foge do hospital para caçar Akira.
Usando Kei como uma forma de parar Tetsuo, Kiyoko liberta ela e Kaneda da custódia militar. Shikishima encena um golpe de estado contra o governo de Neo-Tóquio e direciona suas forças militares para destruir Tetsuo a qualquer custo. No antigo ponto de encontro das Cápsulas, o Harukiya Bar, Tetsuo confronta os companheiros de gangue Yamagata e Kai sobre a moto de Kaneda e mata Yamagata. Kai transmite a notícia para Kaneda, que jura vingar seu amigo, enquanto Takashi leva Kei embora. Confundido com Akira por cultistas, Tetsuo ataca Neo-Tóquio, trazendo a superfície o armazenamento criogênico de Akira sob o estádio. Kei luta com Tetsuo, mas ele a derrota e exuma Akira, encontrando seus restos mortais selados em potes para pesquisa científica.
Kaneda luta contra Tetsuo com um rifle laser, e Shikishima dispara uma arma orbital contra ele, destruindo um de seus braços. Shikishima e Kaori se aproximam do estádio, onde Tetsuo, agora com um braço robótico, está com muita dor e perdendo o controle sobre seus poderes. Kaori tenta conter Tetsuo enquanto Shikishima se oferece, sem sucesso, para curar seus ferimentos e ajudar a controlar suas habilidades. Kaneda luta novamente contra Tetsuo, que se transforma em uma gigantesca massa de carne, engolindo Kaneda e matando Kaori. Os espers revivem Akira para parar a massa crescente. Reunindo-se com seus amigos, Akira cria uma singularidade, atraindo Tetsuo e Kaneda para outra dimensão. Os espers teletransportam Shikishima para uma distância segura enquanto a singularidade destrói Neo-Tóquio em um espelho da destruição anterior de Tóquio, e eles concordam em resgatar Kaneda, sabendo que não retornarão a esta dimensão como resultado.
Na singularidade, Kaneda obersva a infância de Tetsuo e dos espers, incluindo a amizade dele e de Tetsuo e o treinamento psíquico dos espers antes da destruição de Tóquio. Os espers devolvem Kaneda a Neo-Tóquio, informando que Akira levará Tetsuo para um lugar seguro e que Kei está desenvolvendo poderes psíquicos. Doutor Onishi testemunha o nascimento de um universo, mas é morto na destruição de seu laboratório. Depois de consumir a maior parte de Neo-Tóquio, a singularidade desaparece e a água inunda a cratera deixada em seu lugar. Lamentando a perda de Tetsuo, Kaneda descobre que Kei e Kai sobreviveram e eles partem para as ruínas enquanto Shikishima observa o nascer do sol. Em um plano não especificado da realidade, Tetsuo se apresenta e desencadeia a criação de um universo, finalmente transcendendo as limitações da existência humana.

## Elenco
| Personagem          | Seiyū              | pt-BR [Álamo] (1992)  | pt-BR [Mastersound] (1999) | pt-BR [Capricórnio] (2002) |
| Shotaro Kaneda      | Mitsuo Iwata       | Wendel Bezerra        | Alfredo Rollo              | César Terranova            |
| Tetsuo Shima        | Nozomu Sasaki      | Tatá Guarnieri        | Mauro Eduardo              | Vagner Fagundes            |
| Kei                 | Mami Koyama        | Lucia Helena          | Raquel Marinho             | Letícia Quinto             |
| Ryusaku (Ryu)       | Tesshō Genda       | Ézio Ramos            | Wellington Lima            |                            |
| Coronel Shikishima  | Tarō Ishida        | Aldo César            | Guilherme Lopes            | Guilherme Lopes            |
| Doutor Ōnishi       | Mizuho Suzuki      | Ricardo Nóvoa         | Luís Carlos De Moraes      | Fábio Tomasini             |
| Kaori               | Yuriko Fuchizaki   | Telma Lúcia           | Tânia Gaidarji             | Raquel Marinho             |
| Yamagata            | Masaaki Ōkura      | Eduardo Camarão       | Alex Wendell               | Silvio Giraldi             |
| Kaisuke             | Takeshi Kusao      | Mauro Eduardo         | Fábio Lucindo              | Rodrigo Andreatto          |
| Masaru              | Kazuhiro Kamifuji  | Zezinho Cutolo        |                            | Fábio Lucindo              |
| Takashi             | Tatsuhiko Nakamura | Sérgio Rufino         | Gabriel Noya               | Úrsula Bezerra             |
| Kiyoko              | Fukue Ito          | Rosana Garcia         | Fernanda Bullara           | Melissa Garcia             |
| Miyako              | Kōichi Kitamura    |                       | João Batista               |                            |
| Nezu                | Hiroshi Ōtake      | João Francisco Garcia | Fábio Tomasini             | Borges de Barros           |
| Investigador        | Michihiro Ikemizu  |                       | Márcio Seixas              |                            |
| Mitsuru Kuwata      | Yukimasa Kishino   | Ionei Silva           |                            |                            |
| Eiichi Watanabe     | Tarō Arakawa       | João Paulo Ramalho    |                            |                            |
| Yuji Takeyama       | Masato Hirano      |                       | Marcelo Meirelles          |                            |
| Soldado do Exercito | Kazumi Tanaka      |                       | Gilberto Baroli            |                            |
| Dono do bar         | Yōsuke Akimoto     |                       | Ivo Roberto                |                            |

## Trilha sonora
"Akira: Original Soundtrack" foi gravado por Geinō Yamashirogumi (芸能山城組).
Primeiro OST
- "Kaneda" – 3:10
- "Battle Against Clown" – 3:36
- "Winds Over Neo-Tokyo" – 2:48
- "Tetsuo" – 10:18
- "Doll's Polyphony" – 2:55
- "Shohmyoh" – 10:10
- "Mutation" – 4:50
- "Exodus From the Underground Fortress" – 3:18
- "Illusion" – 13:56
- "Requiem" – 14:25

Segundo OST
- "Kaneda" – 9:57
- "Tetsuo 1" – 12:37
- "Tetsuo 2" – 12:33
- "Akira" – 7:56